# Franz Ittenbach

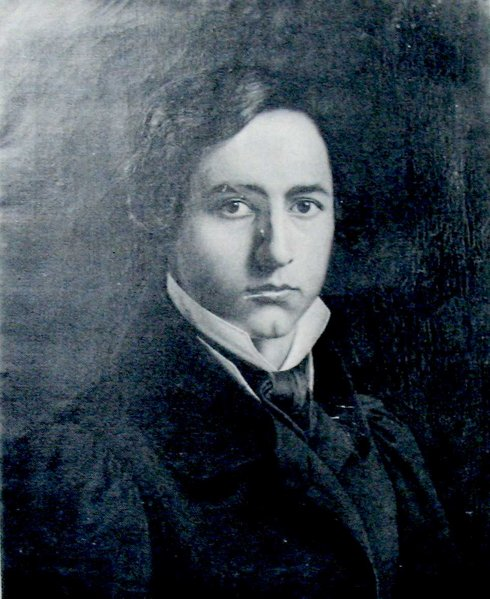
Selbstbildnis, 1857

Franz Ittenbach (* 18. April 1813 in Königswinter; † 30. November 1879 in Düsseldorf) war ein deutscher Historien- und Porträtmaler der Düsseldorfer Schule und zählt zu den bedeutenden Vertretern der Nazarener.

## Leben und Beruf

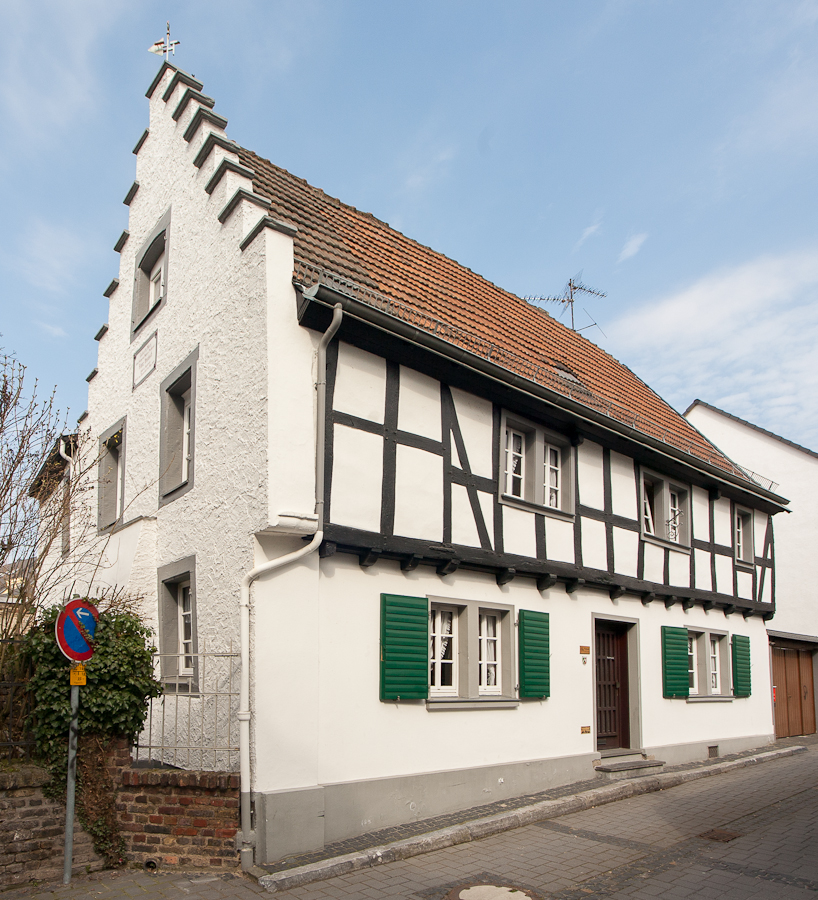
Geburtshaus Altenberger Gasse 14 in Königswinter

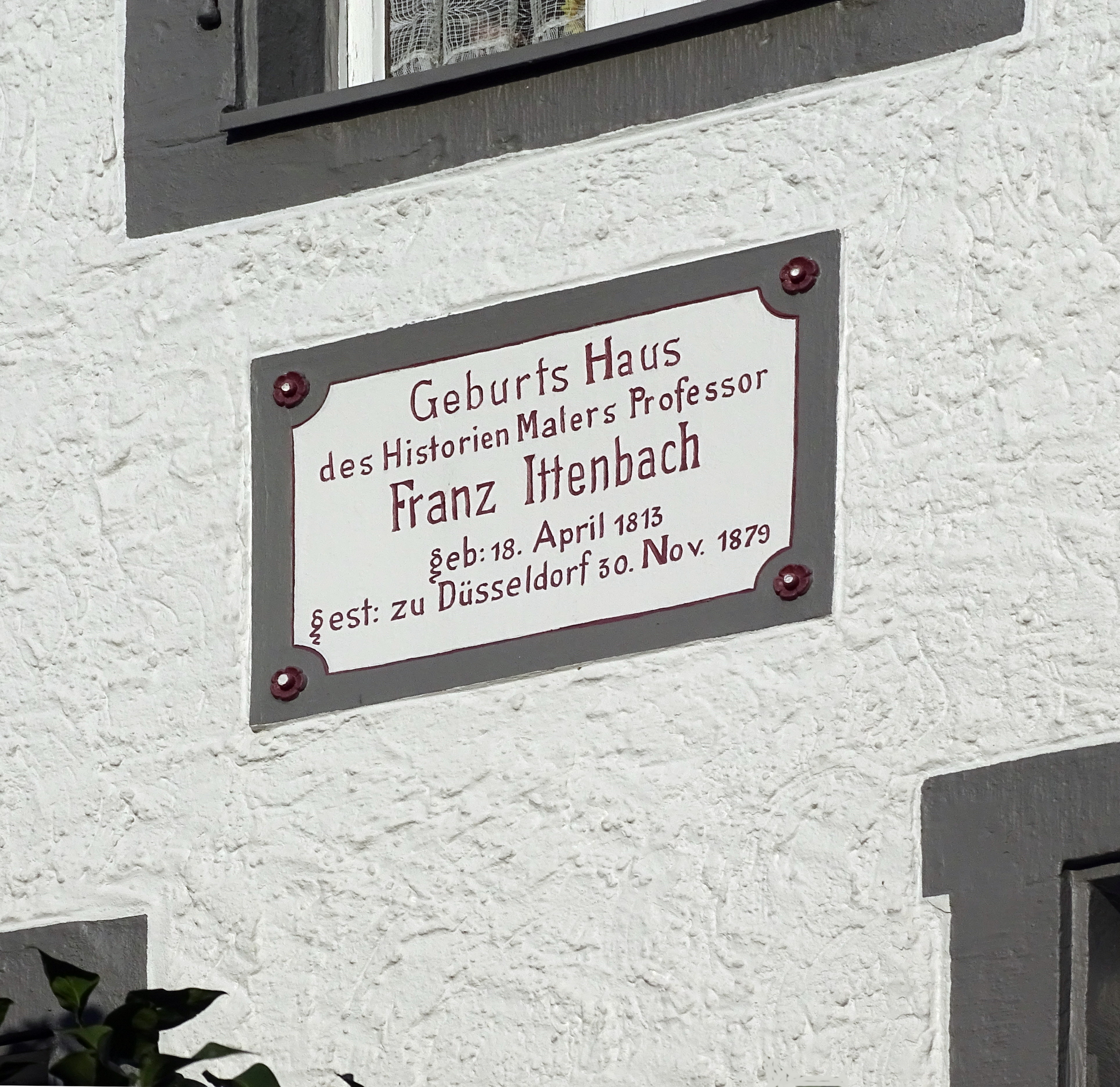
Gedenktafel am Geburtshaus

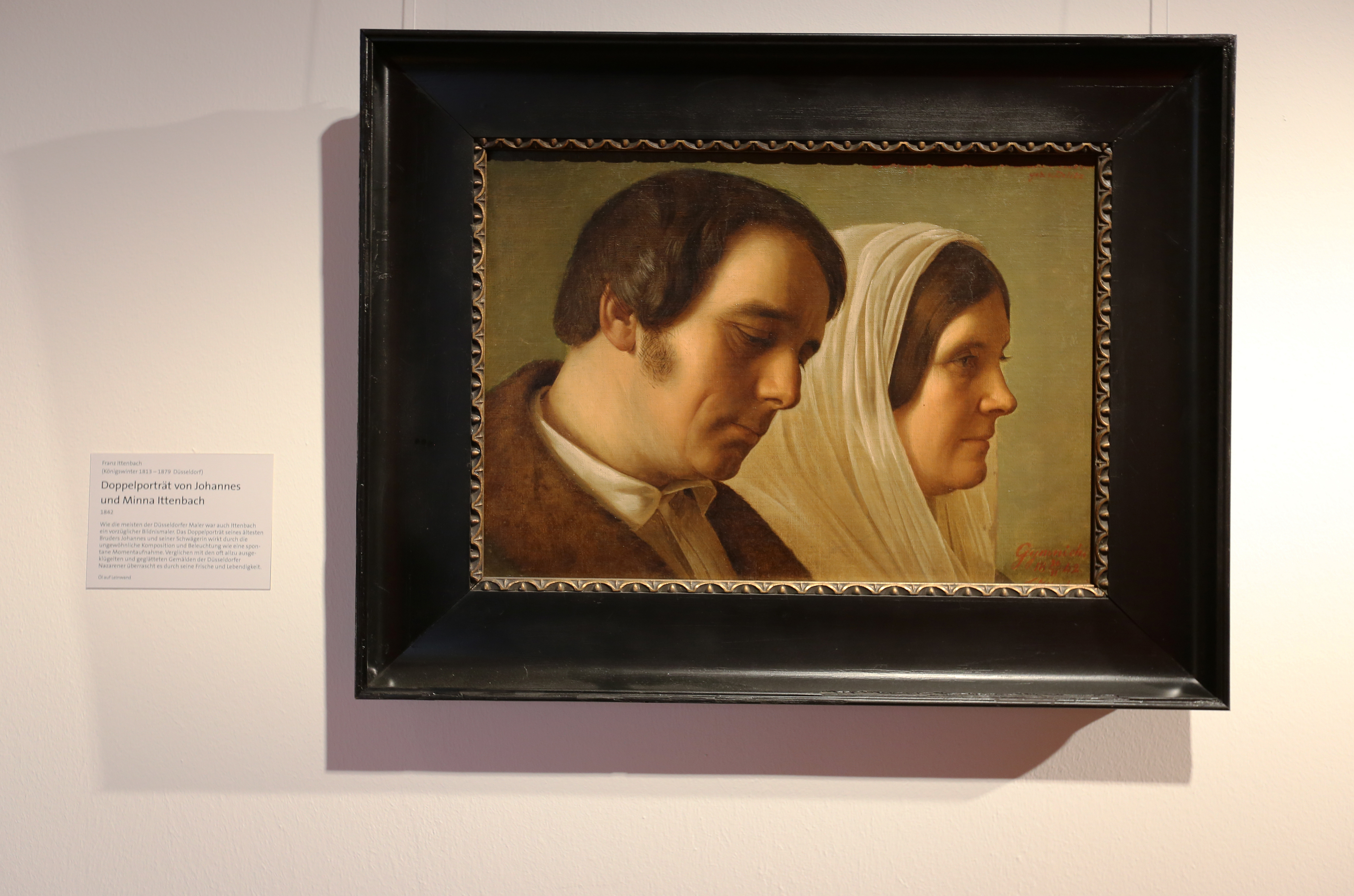
Johannes und Minna Ittenbach (Bruder und Schwägerin), 1842

Franz Ittenbach kam in der heutigen Altenberger Gasse 14 in Königswinter zur Welt. Daran erinnert eine 1885 aus Marmor gefertigte Gedenktafel an seinem Geburtshaus. Ittenbach ging zunächst bei seinem Bruder in eine Kaufmannslehre, brach sie aber ab, um bei dem Maler Franz Katz in Köln die Zeichenschule zu besuchen. Im Dezember 1831 wechselte er auf die Düsseldorfer Kunstakademie. Dort war er unter anderem Schüler von Heinrich Christoph Kolbe, Theodor Hildebrandt und Akademiedirektor Wilhelm Schadow. 1839 reiste er mit den Akademieprofessoren Schadow und Karl Müller nach Rom, wo er bis zum April 1842 blieb, in Kreisen der Deutschrömer um Friedrich Overbeck verkehrte und an Festivitäten der Ponte-Molle-Gesellschaft teilnahm. Das römische Studium alter italienischer Meister bereitete ihn, Ernst Deger sowie die Brüder Karl und Andreas Müller auf die 1844 bis 1849 stattfindende Ausmalung der Wallfahrtskirche St. Apollinaris in Remagen vor. Zuvor weilte er 1842 längere Zeit noch in München, um sich als Mitarbeiter von Johann von Schraudolph und Heinrich Maria von Hess bei der Ausstattung von St. Bonifaz im Freskieren zu vervollkommnen. 
1847 heiratete Ittenbach Elisabeth Kurz (1828–1886), genannt Elise, die Tochter eines Stabsarztes aus Ehrenbreitstein. 1849 kehrte er nach Düsseldorf zurück, wo 1851 seine Tochter Wilhelmine geboren wurde und 1853 die Tochter Franziska. Der Sohn Theodor kam 1855 auf die Welt.
Von 1849 bis 1865 arbeitete Ittenbach als Hilfslehrer in Meisterklassen unter Josef Wintergerst, Rudolf Wiegmann und Akademiedirektor Schadow an der Kunstakademie Düsseldorf. Von 1859 bis zu seinem Tod war er Mitglied des Künstlervereins Malkasten. 1860 unternahm er eine Studienreise nach Amsterdam. 1868 ernannte ihn die Akademie der bildenden Künste Wien zu ihrem Ehrenmitglied. 
Ein Privatschüler Ittenbachs war 1873/1874 der belgische Historien- und Porträtmaler Jozef Janssens. Ein weiterer Schüler war der Niederländer Heinrich Johann Sinkel, der ein Porträt von ihm fertigte. Im Alter von 66 Jahren starb Franz Ittenbach in der Nacht vom 30. November auf den 1. Dezember 1879 nach langem und schmerzhaftem Leiden in seinem Haus Hohenzollernstraße 15 in Düsseldorf. Beigesetzt wurde er in Düsseldorf. 1932 erhielt ein neu angelegter Platz in der Königswinterer Altstadt den Namen „Franz-Ittenbach-Platz“, auf dem ab dem Jahr darauf auch der Wochenmarkt abgehalten wurde.
Ittenbach erlangte vor allem durch religiöse Wandmalereien, Andachts- und Altarbilder Bedeutung. Sie erwuchsen einem tiefen religiösen Empfinden und dem Bemühen um Idealisierung. Einige Gemälde, insbesondere Marienbildnisse, die seinen Ruf als „Madonnenmaler“ begründeten, reihen sich in die Spitzenleistungen der nazarenischen Kunst ein. Bei der Porträtmalerei, in der er es zu einem der besten Bildnismaler der Düsseldorf Schule brachte, folgte er hingegen eher dem Realismus seines Lehrers Kolbe. Zu den nazarenischen Hauptwerken zählen seine Beiträge zur Ausmalung der Apollinariskirche in Remagen. Über den Kunstverein für die Rheinlande und Westfalen erhielt Ittenbach den Auftrag des Gemäldes der Heiligen Agatha, Patronin der Stadt Allendorf, Kreis Arnsberg, für den rechten Seitenaltar in der römisch-katholischen Pfarrkirche St. Antonius. Sein Gemälde Die Heilige Familie in Ägypten, ein Motiv, das er seit 1855 mehrfach bearbeitete, gelangte 1868 in die Sammlung der Berliner Nationalgalerie. Das Bild Jungfrau Maria und das Christuskind erwarb die französische Kaiserin Eugénie und hängte es in ihr Schlafzimmer in den Tuilerien. Ittenbach schuf auch Entwürfe für Glasfenster, so zwei figürliche Chorfenster, die um 1882 zusammen mit einem von Deger entworfenen Fenster in der Kirche St. Kunibert in Gymnich platziert wurden.
Sein lange verloren geglaubtes Hochaltarblatt Die Taufe Christi aus der 1906 abgerissenen Garnisonskirche Düsseldorf, das auf einen Wettbewerb des Kunstvereins für die Rheinlande und Westfalen von 1847 zurückgeht, hat sich in der Düsseldorfer Andreaskirche erhalten.
Ittenbachs Bild Himmelskönigin Maria, das achtlos beiseite geräumt und zunächst für den Sperrmüll bestimmt war, bildete den Anlass für eine strenge Ermahnung der Diözesanverwaltung Gloucester der Church of England an ihre Glieder, das ihnen anvertraute Kulturgut besser zu pflegen und zu prüfen. Das Bild war nur durch Zufall der geplanten Müllentsorgung entgangen und in der Erwartung eines geringen Preises bei einer Auktion angeboten worden. Am 28. Oktober 2013 wurde es schließlich für £ 20.000 von einem Londoner Händler ersteigert. Andere Werke des Künstlers erzielten bei Auktionen einen Wert zwischen $ 27.500 und $ 64.000. Der Erzdiakon von Cheltenham, Robert Springett, war erschüttert, als er nachträglich von dem Verkauf erfuhr.

## Werke

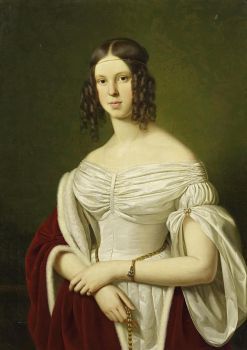
Porträt Marie Felicitas von Fürstenberg, 1839
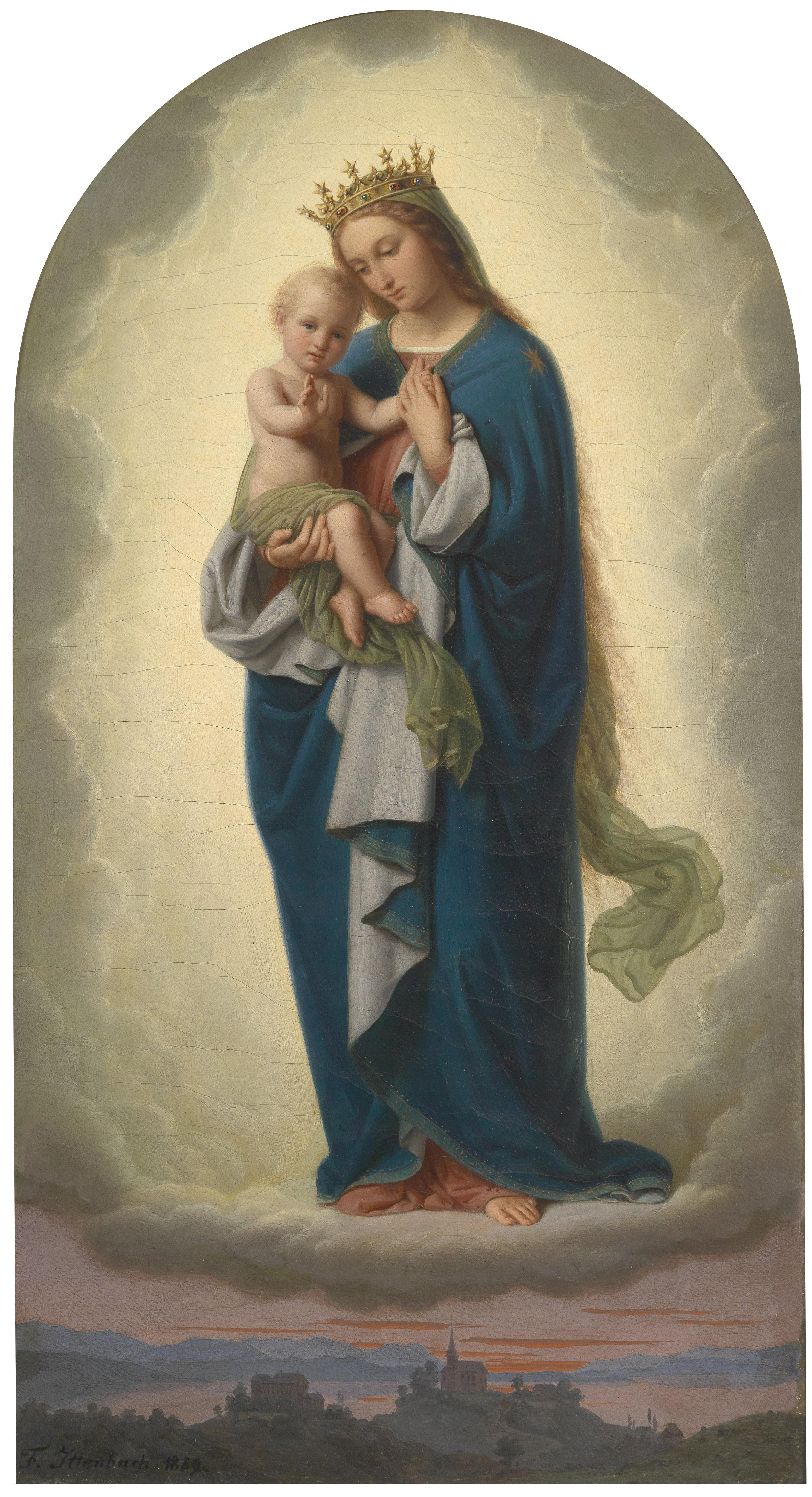
Madonna mit Kind
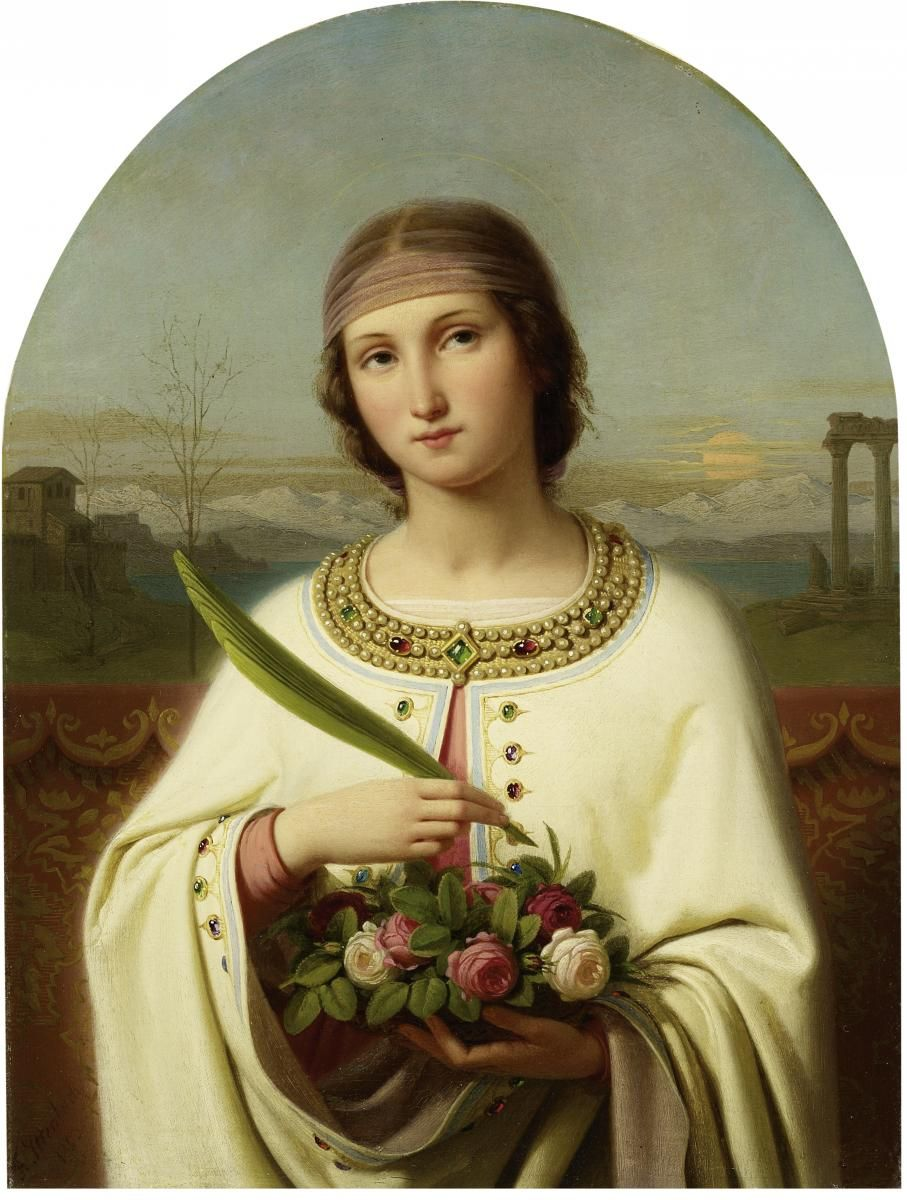
Hl. Dorothea, 1850
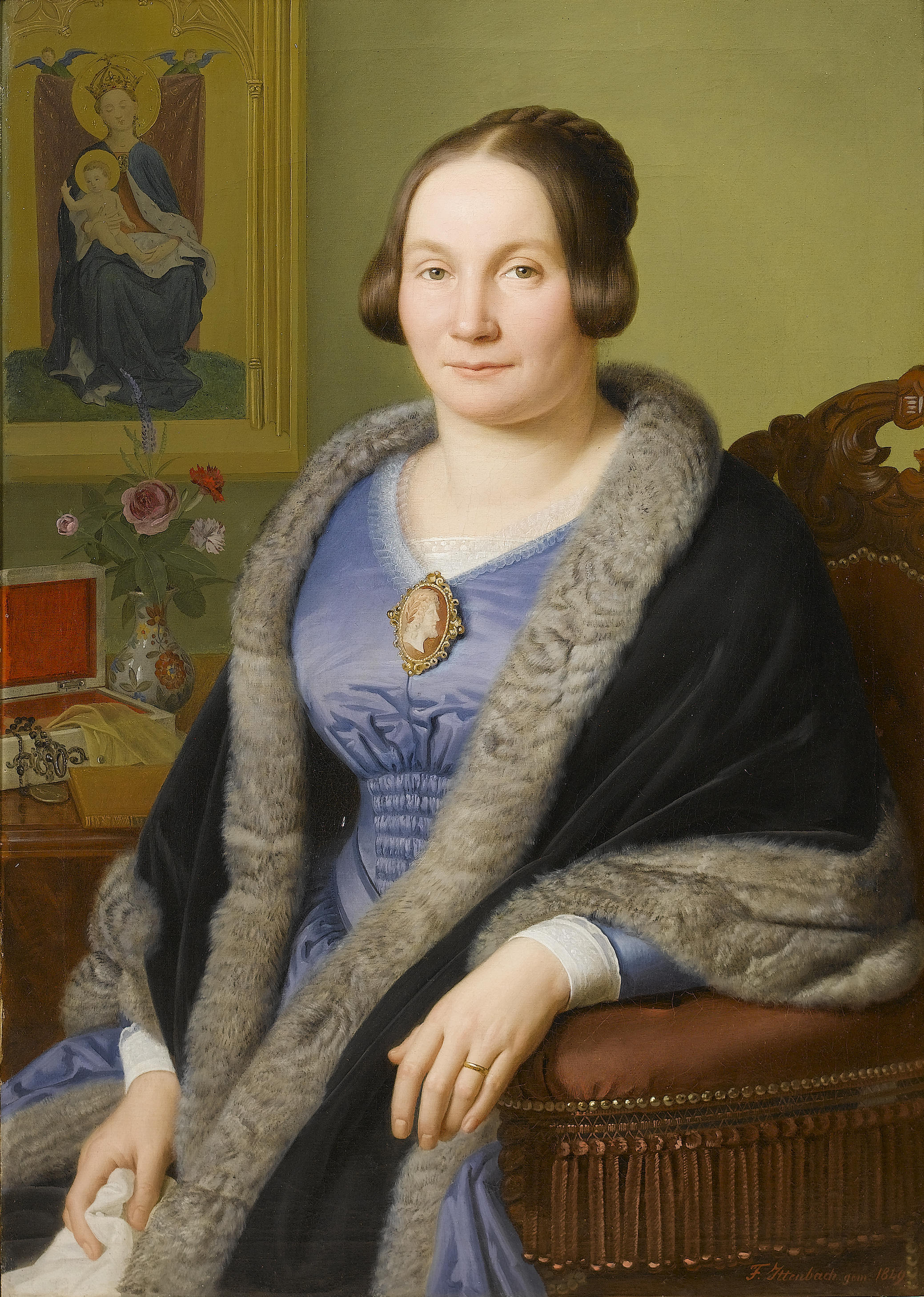
Porträt der Margarete von Soist, 1849
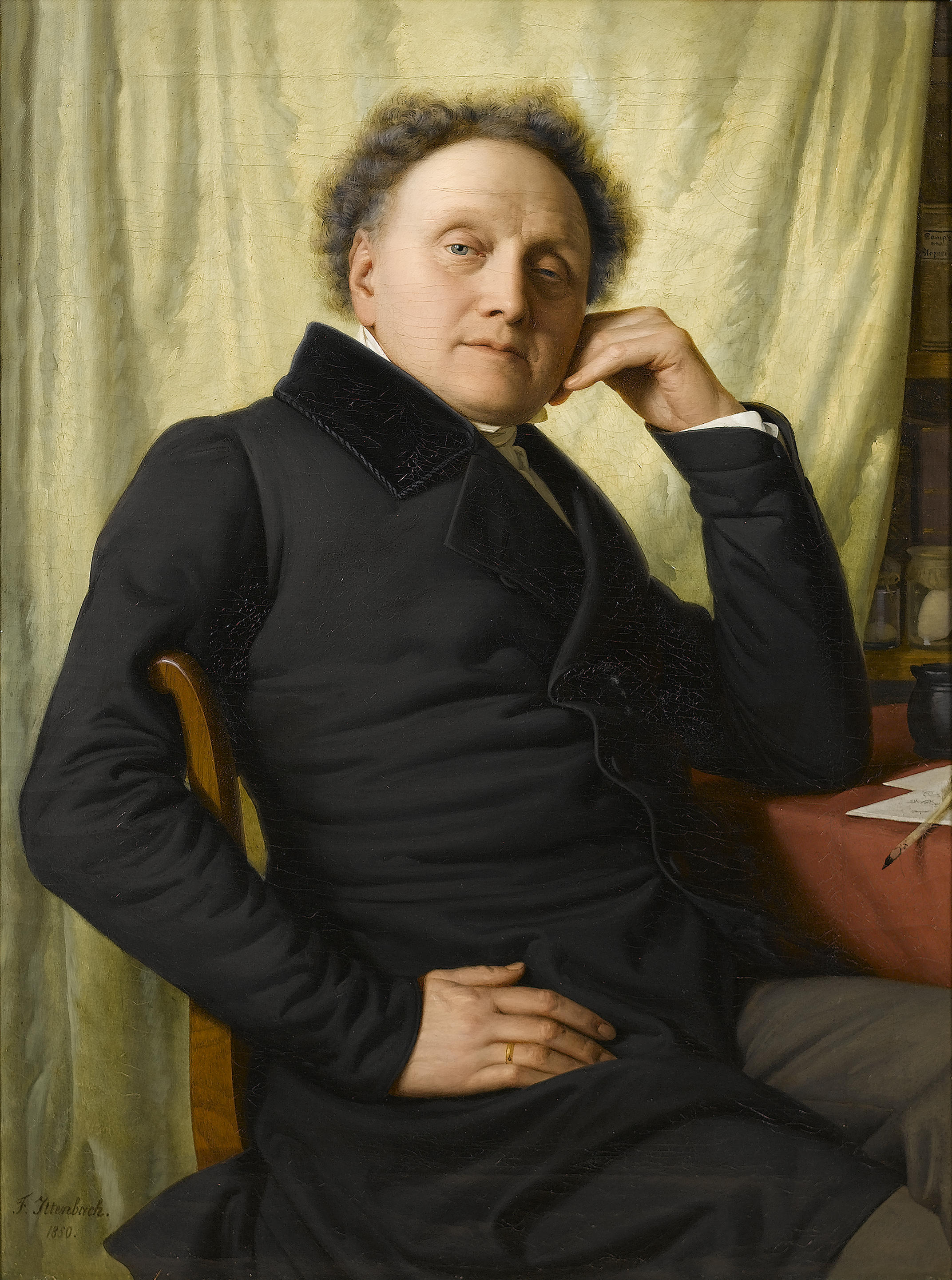
Porträt des Franz Xaver von Soist, 1850
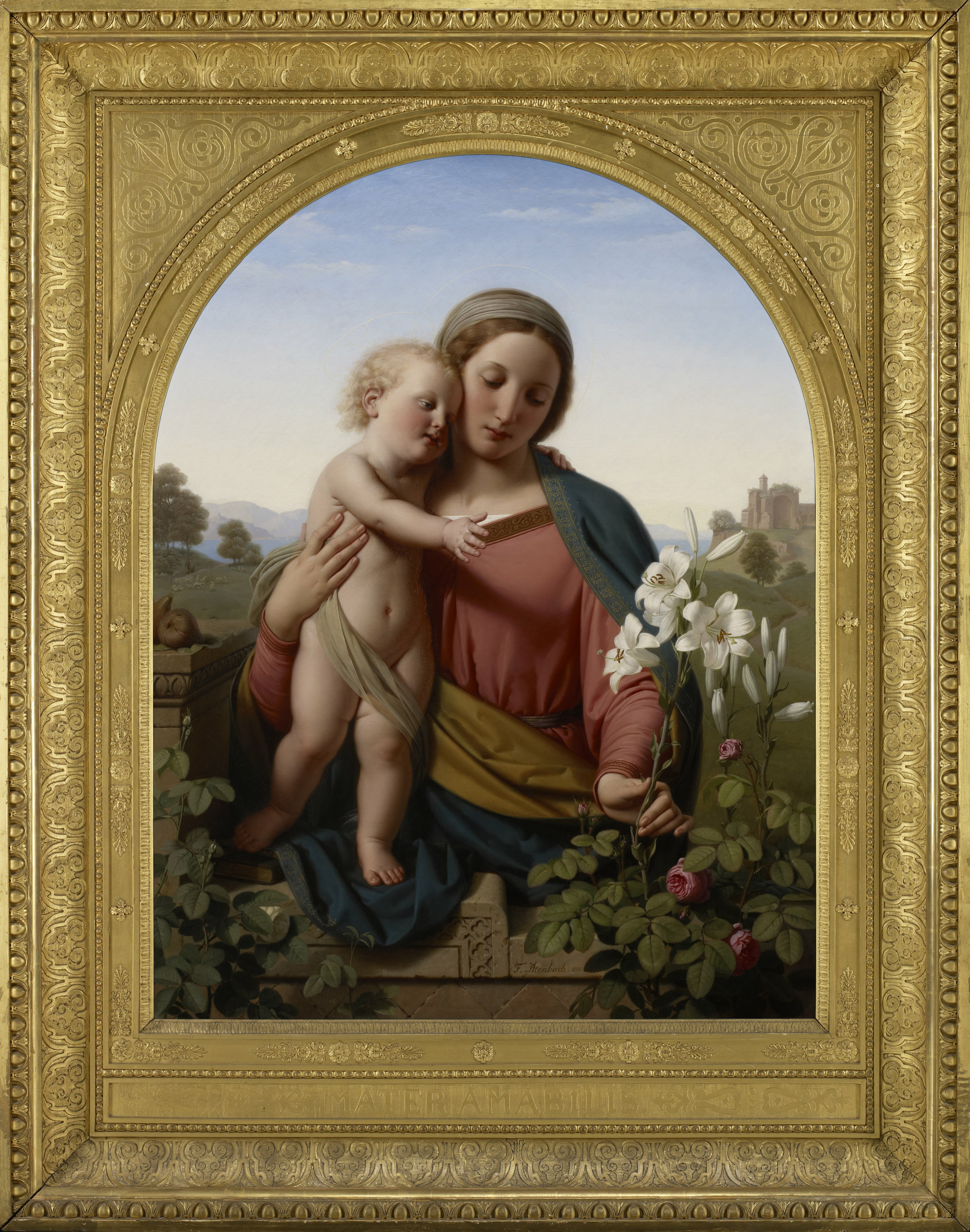
Madonna mit Kind, 1855
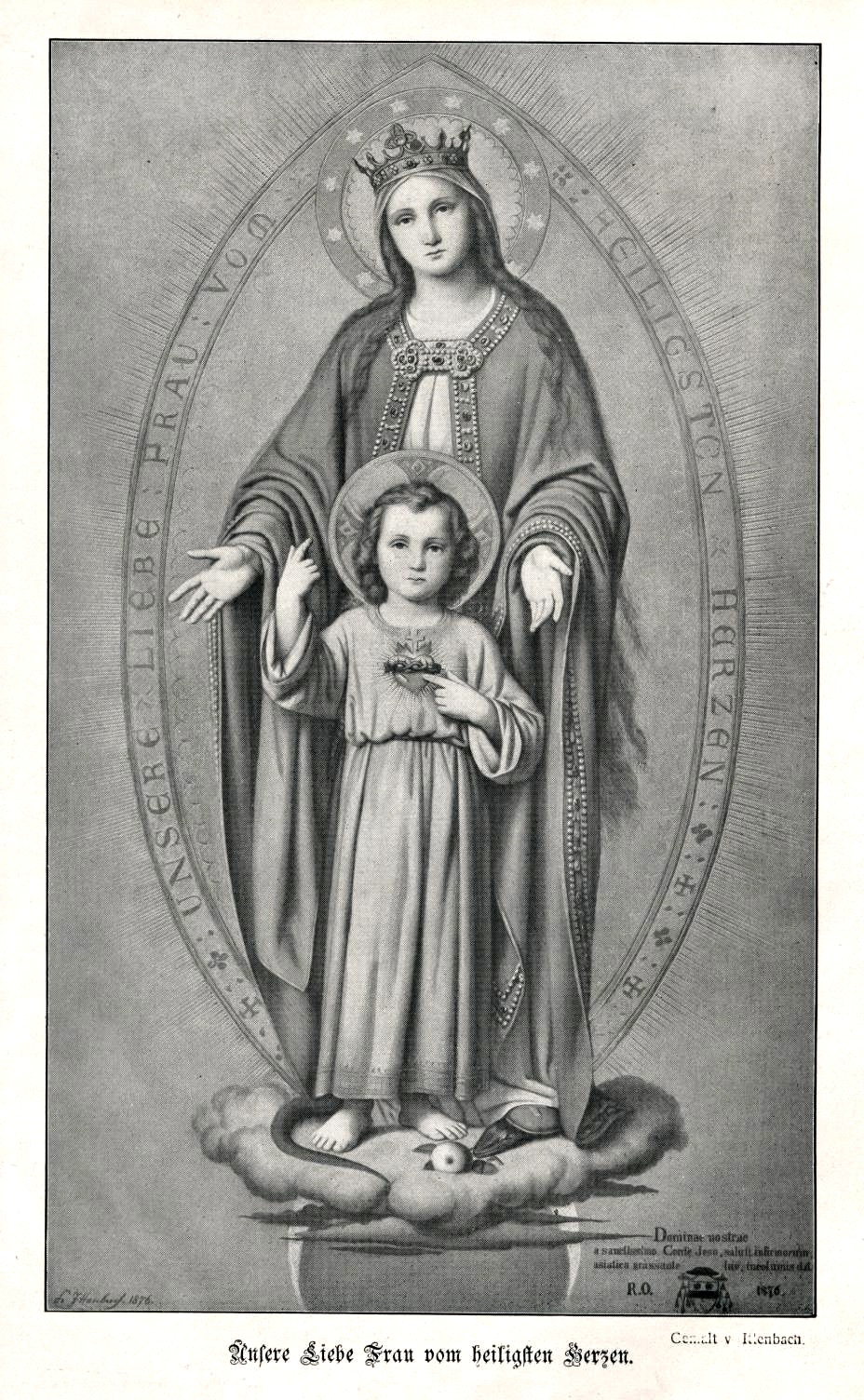
Unsere Liebe Frau vom heiligsten Herzen, 1876